# Mary Beard
Winifred Mary Beard (ur. 1 stycznia 1955 w Much Wenlock) – brytyjska historyk religii, filolog klasyczna, pisarka oraz prezenter telewizyjny. 
Klasycystka specjalizująca się w starożytnym Rzymie. Jest członkiem zarządu British Museum, a wcześniej zajmowała stanowisko profesora literatury klasycznej na Uniwersytecie w Cambridge. Jest stypendystką Newnham College w Cambridge i profesorem literatury starożytnej Królewskiej Akademii Sztuk. Odznaczona OBE (Dama Komandor).

## Życiorys
Mary Beard była jedynaczką. Jej matka, Joyce Emily Beard, była dyrektorką i zagorzałą czytelniczką; ojciec, Roy Whitbread Beard, pracował jako architekt w Shrewsbury. Beard kształciła się w Shrewsbury High School, szkole dla dziewcząt finansowanej wówczas jako gimnazjum z dotacją bezpośrednią. W wieku 18 lat przystąpiła do obowiązkowego wówczas egzaminu wstępnego i rozmowy kwalifikacyjnej na Uniwersytet Cambridge, aby zdobyć miejsce w Newnham College. Jednym z jej akademickich nauczycieli była prof. Joyce Reynolds.
W latach 1979–1983 wykładała filologię klasyczną w King’s College London. Jest członkiem American Academy of Arts and Sciences.
Beard została zaproszona (2020) na Światowe Forum Ekonomiczne w Davos. W roku 2022 uhonorowana nagrodą Times Higher Education Awards, traktowaną jako Oscar w zakresie szkolnictwa wyższego.

## Publikacje
Uwaga: osiem z 20 poniższych publikacji przetłumaczono i wydano w języku polskim.
- Rome in the Late Republic (współautor: Michael Crawford, 1985); ISBN 0-7156-2928-X
- The Good Working Mother's Guide (1989); ISBN 0-7156-2278-1
- Pagan Priests: Religion and Power in the Ancient World (jako redaktor wraz z Johnem North, 1990); ISBN 0-7156-2206-4
- Classics: A Very Short Introduction (współautor: J.G.W. Henderson, 1995); ISBN 0-19-285313-9; wyd. polskie: Kultura Antyczna, seria: Bardzo krótkie wprowadzenie, wyd. Prószyński i S-ka, Warszawa 1997, s. 168; ISBN 83-7180-641-8
- Religions of Rome (współautorzy: John North, Simon Price, 1998); ISBN 0-521-30401-6; 2 tomy; wyd. polskie: Religie Rzymu. Historia, wyd. Napoleon V, Oświęcim 2017, s. 570, ISBN 978-83-946686-4-8
- The Invention of Jane Harrison (Harvard University Press, 2000); ISBN 0-674-00212-1
- Classical Art from Greece to Rome (współautor: J.G.W. Henderson, 2001); ISBN 0-19-284237-4
- The Parthenon (Harvard University Press, 2002); ISBN 1-86197-292-X; wyd. polskie: Partenon, seria: Historia, wyd. Rebis, Poznań 2018, s. 232, ISBN 978-83-8062-258-6
- The Colosseum (współautor: Keith Hopkins, Harvard University Press, 2005); ISBN 1-86197-407-8
- The Roman Triumph (Harvard University Press, 2007); ISBN 0-674-02613-6
- Pompeii: The Life of a Roman Town (Harvard University Press, 2008); ISBN 1-86197-516-3; wyd. polskie: Pompeje. Życie rzymskiego  miasta, seria: Historia, wyd. Rebis, Poznań 2010, s. 416, ISBN 978-83-7510-415-8
- It's a Don's Life (Profile Books, 2009); ISBN 978-1846682513
- All in a Don's Day (Profile Books, 2012); ISBN 978-1846685361
- Confronting the Classics: Traditions, Adventures and Innovations (Profile Books, 2013 / Liveright Publishing, 2013); ISBN 1-78125-048-0
- Laughter in Ancient Rome: On Joking, Tickling, and Cracking Up (University of California Press, 2014); ISBN 0-520-27716-3
- SPQR: A History of Ancient Rome (Profile Books, 2015 / Liveright Publishing, 2015); ISBN 978-0-87140-423-7; wyd. polskie: SPQR. Historia starożytnego Rzymu, seria: Historia, wyd. Rebis, Poznań 2016, s. 528, ISBN 978-83-8062-014-8
- Women & Power: A Manifesto (Profile Books, 2017 / Liveright Publishing, 2017); ISBN 978-1788160605; wyd. polskie: Kobiety i władza. Manifest, wyd. Rebis, Poznań 2018, s. 136, ISBN 978-83-8062-409-2
- Civilisations: How Do We Look / The Eye of Faith (Profile Books, 2018 / Liveright Publishing, 2018); ISBN 978-1781259993
- Twelve Caesars: Images of Power from the Ancient World to the Modern (Princeton University Press, 2021) ISBN 978-0691222363; wyd. polskie: Dwunastu cesarzy. Przedstawienia władzy od starożytności do czasów nowożytnych, wyd. Rebis, Poznań 2022, s. 436, ISBN 978-83-8188-650-5
- Emperor of Rome: Ruling the Ancient Roman World, Liveright (2023); ISBN 978-0871404220; wyd. polskie: Cesarz Rzymu, wyd. Rebis, Poznań 2024, ISBN 978-83-8338-204-3